# Блера

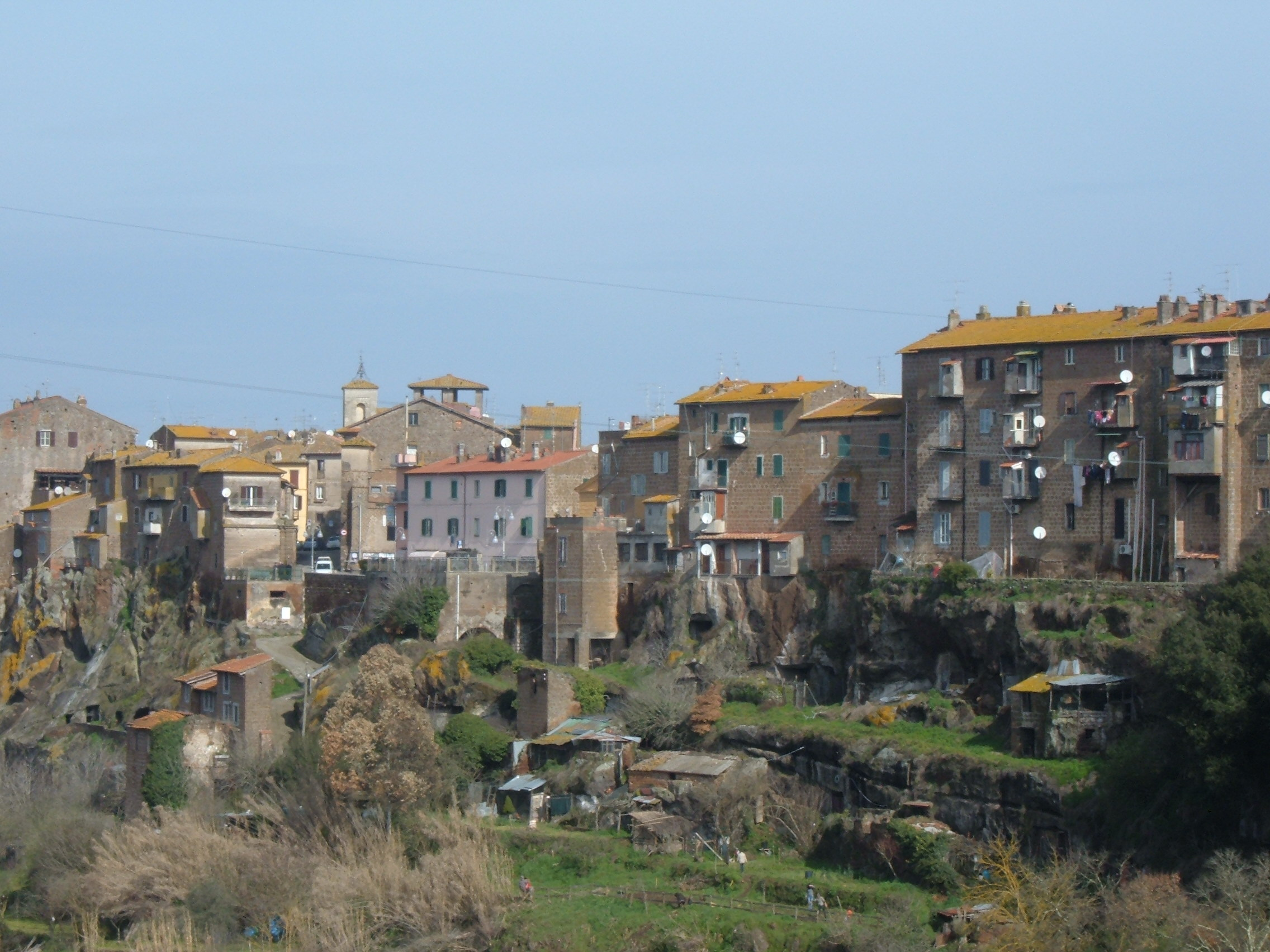
Панорамный вид

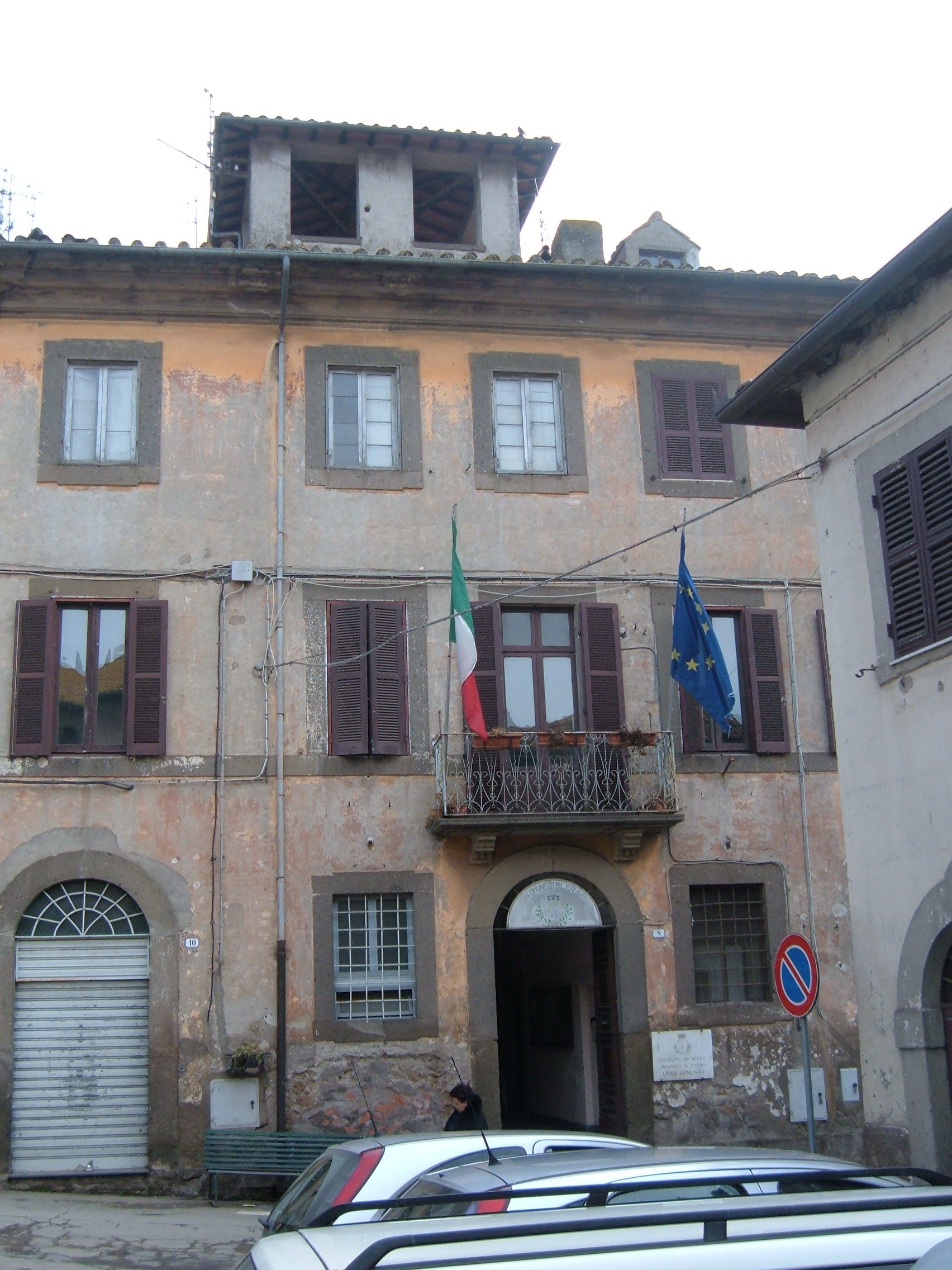
Палаццо Латтанци — бывшая муниципальная резиденция Блеры

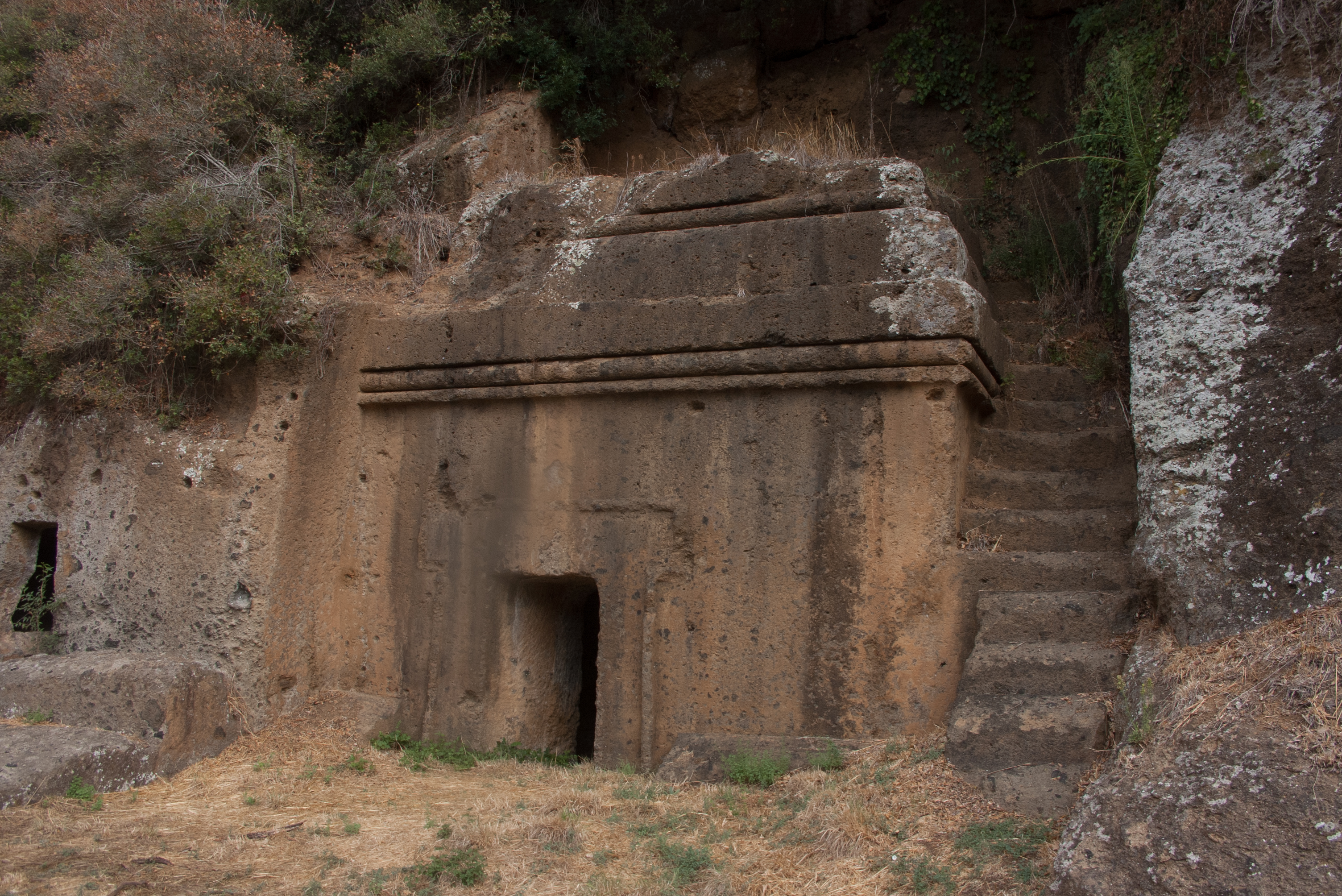
Кубическая гробница в некрополе Касетта

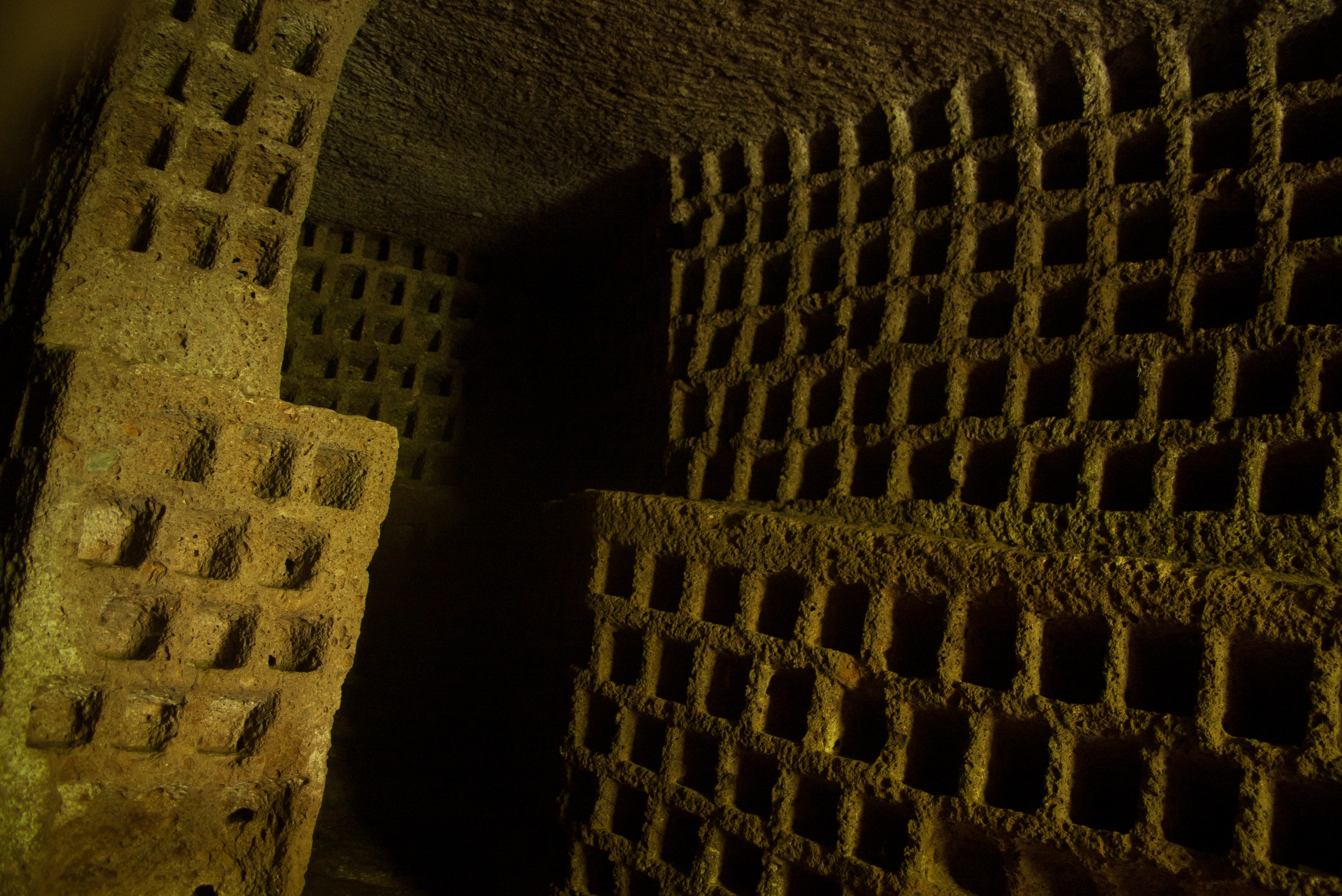
Колумбарий в Блере

Блера (итал. Blera) — коммуна в Италии, располагается в регионе Лацио, подчиняется административному центру Витербо.
Население составляет 2907 человек (на 2025 г.) из них 1441 мужчин и 1466 женщин, плотность населения составляет 31,28 чел./км². Занимает площадь 92,92 км². Почтовый индекс — 01010. Телефонный код — 0761.
Покровителем коммуны почитается святой Вивенций (San Vivenzio). Праздник ежегодно празднуется 11 декабря.

## География

### Физико-географическое положение
Высота местности составляет 260 метров. Коммуна расположена на небольшом холме.

## Происхождение названия
Топоним хорошо засвидетельствован в классических и поздних веках. Этимология неясна, но было предложено сравнение с древнегреческим Βλῆραι, Blêrai, слово обозначающее разновидность крапивы.
Предположение о том, что название происходит от этрусского Plaise-ra , «(город) Плаисы», где Plaise — этрусское личное имя, засвидетельствованное знатным родом Плаисена (семья из Орвието, три гробницы которого известны в одном из его некрополей) и пряслицем IV в. до н. э., найденным в гробнице в Генуе, является полностью гипотетическим.

## История
Происхождение Блеры можно датировать примерно VIII –VII веками до н. э., о чем свидетельствуют многочисленные некрополи, расположенные вокруг города. Хотя на городском плато были найдены останки, относящиеся к важному поселению позднего бронзового века, исторический город, по-видимому, не процветал в прямой связи с ним. Фактически, только после периода очевидного запустения территории (X–IX века до н. э., начальный период раннего железного века, в который большая часть населения внесла свой вклад в формирование протогородских прибрежных центров), была задокументирована новая и продолжительная фаза заселения туфового отрога у слияния ручьев Бьедано и Рио-Канале. Латинское название Блера, цитируемое в различных источниках того времени (Страбон, Плиний Старший, Птолемей, Пейтингерова таблица), сохранялось до средних веков, когда мы встречаем Бледу (Bleda), затем Биеду (Bieda), до 1952 года, когда городу вернули его первоначальное название.
Важный период города, безусловно, этрусский, в архаическую эпоху (VII-V вв. до н. э.), когда под влиянием Тарквинии, а затем Черветери он достиг процветания, о чем свидетельствуют обширные некрополи, которые его окружают. В ту эпоху Блера находилась на перекрестке путей, которые соединяли Черветери и Тарквинию с другими городами во внутренних районах страны, такими как Норкья, Тускания, Кастель д'Ассо, Вольсинии, Вейи. Важность Блеры сохранялась также в эпоху Римской республики и империи, когда ее пересекала древняя Клодиева дорога, которая проходила через Тусцию, соединяя Рим с Коза. От этой дороги, в дополнение к нескольким участкам, вмурованным в туф, сохранились два моста (мост Дьявола и мост Крепости), датируемые I и II веками до нашей эры соответственно. В эпоху империи Блера получила статус муниципалитета и, таким образом, имела собственных магистратов. С этого периода в окрестностях сохранилось несколько мавзолеев и многочисленные руины деревенских вилл. С падением Западной Римской империи начался и упадок города.
Блера была одной из первых епархий и имела собственных епископов с 457 по 1093 год, когда она была объединена с епархией Тосканеллы (сегодня Тускания), а в 1192 году – с епархией Витербо. Предание указывает на святого Вивенция (нынешнего покровителя города) как на первого епископа. Святая Сенсия, мученица, также жила в Блере между IV и V веками.
Папа Сабиниан (604–606 г.г.) родился в Блере. Некоторое время считалось, что папа Пасхалий II (1099–1118 г.г.), также был родом из Блеры, но сейчас его место рождения под вопросом.
В 739 году его заняли лангобарды короля Лиутпранда, которые отобрали его вместе с Амелией, Орте и Бомарцо у Римского герцогства.
В 772 году он претерпел первое разрушение после осады королём Дезидерием в ответ на требование папы Адриана I о возвращении территорий, захваченных лангобардами.
С XIII по XV век он принадлежал семье префектов Вико. В 1247 году, в отместку за эту семью, армия Фридриха II Швабского под командованием Алессандро Кальвелли в ходе борьбы между гвельфами и гибеллинами разрушила его. После смерти последнего члена префектов Вико, в 1400 году папа Бонифаций IX передал Блеру в качестве феода графам Франческо и Николо Ангвиллара. После смещения их преемников из-за разногласий с папой Павлом II в 1465 году город оставался под регентством Святого Престола до 1516 года. Первый из сохранившихся муниципальных статутов относится к 1516 году, в котором папа Лев X подарил его в качестве феода дону Лоренцо Ангвиллара ди Чери, и он оставался под управлением этой семьи до 1572 года, года смерти дона Лелио, сына Лоренцо, умершего без наследников. С тех пор и до 1870 года городом управляла Апостольская палата.
С приходом романтизма и переосмыслением древних цивилизаций город был описан в нескольких публикациях об этрусках, самой известной из которых остаётся работа Джорджа Денниса «Города и кладбища Этрурии». В 1914 году сюда прибыла немецкая археологическая миссия, опубликовавшая подробное исследование города. Затем, в 1950–1960-х годах, Шведский институт классических исследований, также при непосредственном участии короля Швеции Густава VI Адольфа, начал систематическое исследование, которое привело к оценке доисторических и этрусских деревень Сан-Джовенале и Луни-суль-Миньоне.
В 1927 году , после реорганизации провинциальных округов, учреждённых королевским указом № 1 от 2 января 1927 года по распоряжению фашистского правительства, когда была образована провинция Витербо, Бьеда перешла из состава провинции Рим в состав провинции Витербо.
В 1952 году Бьеда сменила название на Блера.

## Памятники и достопримечательности

### Религиозная архитектура
- Церковь Санта-Мария-Ассунта-ин-Сьело и Сан-Вивенцио;
- Церковь Сан-Никола-ди-Бари (осквернена);
- Церковь Богоматери Избирательной;
- Церковь Богоматери Слез (Кладбищенская часовня);
- Часовня Святой Сенции;
- Церковь Мадонны делла Сельва;
- Церковь Святого Вивенция (Пещеры Сан-Вивенцио).

### Гражданская архитектура
- Палаццо Латтанци (или Торнафорте);
- Палаццо Кьоди, также известный как Местре Пье Венерине (ратуша с 2015 года);
- Дворец губернатора;
- Дворец барона (или Палаццаччо).

### Археологические памятники
- Археологическая зона Сан-Джовенале
- Луни-суль-Миньоне

## Демография
Динамика населения:

## Администрация
| Имя и Фамилия       | Партия или политические взгляды    | Срок полномочий    |
| ------------------- | ---------------------------------- | ------------------ |
| Вивенцио Перуцци    | Христианско-демократическая партия | 1987 - 1992 г.г.   |
| Марко Джелли        | Итальянская либеральная партия     | 1992 - 1993 г.г.   |
| Марко Джелли        | Правоцентристские                  | 1993 - 1995 г.г.   |
| Лучано Сантелла     | Левоцентристские                   | 1995 - 2000 г.г.   |
| Лучано Сантелла     | Левоцентристские                   | 2000 - 2005 г.г.   |
| Пьетро Маццарелла   | Левоцентристские                   | 2005 - 2010 г.г.   |
| Франческо Чиарланти | Правоцентристские                  | 2010 - 2015 г.г.   |
| Елена Толомей       | Левоцентристские                   | 2015 - 2020 г.г.   |
| Никола Маццарелла   | Левоцентристские                   | 2020 - действующий |